# YouTube Kids
YouTube Kids è un'app video sviluppata da YouTube. L'app fornisce una versione del servizio orientata ai bambini, con selezioni curate di contenuti, funzionalità di controllo parentale e filtraggio di video ritenuti inappropriati per i minori di 12 anni.

## Storia
Rilasciata per la prima volta il 23 febbraio 2015 come app per dispositivi mobili Android e iOS, l'app è stata rilasciata per le smart TV LG, Samsung e Sony, nonché per Android TV.
Dal 10 settembre 2018 YouTube Kids è disponibile anche in Italia.
- A novembre 2017, l'app era disponibile in 37 paesi.[6]
- A febbraio 2019, l'app era disponibile in 60 paesi.[7]
- Da settembre 2019, l'applicazione è disponibile in 69 paesi, tra cui Hong Kong, Macau e una provincia.[8]

YouTube ha lanciato una versione web di YouTube Kids il 30 agosto 2019.

## Critica
YouTube Kids ha affrontato le critiche dei gruppi di difesa, in particolare la Campagna per un'infanzia senza pubblicità, per le preoccupazioni relative all'utilizzo della pubblicità commerciale da parte dell'app, nonché suggerimenti algoritmici di video che potrebbero essere inappropriati per il pubblico di destinazione dell'app (inclusi i disturbi e/o video violenti che raffigurano personaggi di franchise media per bambini). Le critiche sui video hanno portato YouTube ad annunciare che sarebbero state necessarie azioni più rigorose per esaminare e filtrare tali video quando segnalati dalla community e impedire che fossero accessibili dall'app YouTube Kids.

## Funzionalità

### Contenuto
L'app è divisa in cinque categorie di contenuti; "Consigliati", "Programmi", "Impara", "Esplora" e "Musica". Le categorie presentano selezioni curate di contenuti da canali ritenuti appropriati per i bambini.
Ad agosto 2016, l'app è stata aggiornata per supportare il servizio di abbonamento YouTube Red, consentendo la riproduzione senza pubblicità, la riproduzione in background e la riproduzione offline per gli abbonati. Nel febbraio 2017, YouTube Red ha iniziato a introdurre serie premium originali orientate in modo specifico verso YouTube Kids, tra cui DanTDM crea una grande scena , Fruit Ninja: Frenzy Force, Hyperlinked e Kings of Atlantis. Nel novembre 2017, l'app è stata aggiornata per aggiungere ulteriori modalità di interfaccia utente progettate per diverse fasce d'età, che vanno dall'interfaccia semplificata esistente (destinata ai bambini più piccoli), a un'interfaccia più densa progettata per i bambini più grandi.
YouTube ha anche presentato campagne di sensibilizzazione attraverso speciali playlist presenti su YouTube Kids, tra cui "#ReadAlong" (una serie di video, principalmente con la tipografia cinetica ) per promuovere l'alfabetizzazione, "#TodayILearned" (che conteneva una playlist di STEM- oriented programmi e video), e "Make it Healthy, Make it Fun" (una collaborazione con Marc e Pau Gasol per promuovere una vita sana e uno stile di vita attivo per i bambini).
A novembre 2017, l'app è stata aggiornata per aggiungere ulteriori modalità di interfaccia utente progettate per diverse fasce di età, che vanno dall'interfaccia semplificata esistente (destinata ai bambini più piccoli), a un'interfaccia più densa progettata per i bambini più grandi.
A settembre 2018, YouTube ha aggiunto nuove opzioni per i gruppi di età relative ai contenuti offerti nell'app, "Più piccoli" e "Più grandi"."Più piccoli" mantiene il mix esistente di contenuti offerti in precedenza e "Più grandi" aggiunge più contenuti di altri generi, come natura, giochi e musica. Nell'agosto 2019, l'impostazione "Più piccoli" è stata divisa per aggiungere un nuovo gruppo "Età prescolare", con particolare attenzione a "creatività, giocosità, apprendimento ed esplorazione "

### Controllo genitori
L'app YouTube Kids include le impostazioni del controllo genitori che consentono ai genitori di impostare limiti di tempo e limitare l'accesso degli utenti allo strumento di ricerca. I genitori possono utilizzare un passcode o il proprio account Google per proteggere queste impostazioni e configurare profili per più utenti per personalizzare le loro esperienze.

## Ricezione

### Pubblicità
La Campagna per l'infanzia senza pubblicità (CCFC) e il Centro per la democrazia digitale (CDD) hanno entrambi espresso preoccupazione per l'uso della pubblicità all'interno dell'app YouTube Kids, sostenendo che i bambini non sarebbero in grado di distinguere gli annunci dai contenuti. Brevi paraurti sono stati successivamente aggiunti all'app per stabilire una separazione tra pubblicità e contenuto.
Nell'aprile 2018, una coalizione di 23 gruppi (tra cui CCFC, CDD, Common Sense Media, e altri) ha presentato una denuncia alla Federal Trade Commission , sostenendo che l'app YouTube Kids raccoglie informazioni dagli utenti di età inferiore ai 13 anni senza consenso dei genitori, in violazione della legge sulla protezione della privacy online dei bambini (COPPA).

### Problemi di filtro
L'app YouTube Kids ha criticato l'accessibilità di video inappropriati per il suo pubblico di destinazione. Il CCFC ha presentato una denuncia FTC su YouTube Kids poco dopo la sua pubblicazione, citando esempi di video inappropriati che erano accessibili tramite lo strumento di ricerca dell'app (come quelli relativi al vino nei test) e la pagina Consigliata che alla fine utilizzava la cronologia di ricerca per affiorare video. YouTube ha difeso le critiche, affermando che è stato sviluppato in consultazione con altri gruppi di difesa e che la società era aperta al feedback sulle operazioni della app. Una controversia YouTube più ampia denominata "Elsagate" è stato anche associato all'app, riferendosi ai canali che pubblicano video con personaggi di celebri franchise (come Frozen, Paw Patrol, Peppa Pig e Spider-Man, e altri), ma con inquietanti, sessualmente allusivi, violenti o comunque temi e contenuti inappropriati.
Malik Ducard, capo globale di YouTube, ha ammesso che "rendere l'app adatta a tutta la famiglia è della massima importanza per noi", ma ha ammesso che il servizio non è stato curato in continuazione e che i genitori avevano la responsabilità di utilizzare il genitore dell'app. controlli per controllare come viene usato dai loro figli (incluso disabilitare l'accesso allo strumento di ricerca). Josh Golin, direttore della campagna per un'infanzia senza pubblicità, ha sostenuto che gli algoritmi automatici non erano sufficienti per determinare se un video è adatto all'età e che il processo richiedeva una cura manuale. Ha aggiunto che "il modello YouTube ha creato qualcosa, che è così vasto, ma ci sono 400 ore di contenuti caricati ogni minuto: è semplicemente troppo grande. Le persone hanno sollevato questi problemi per anni, basta visitare qualsiasi forum di genitori e loro "Ho parlato dei video falsi di Peppa Pig".
A novembre 2017, YouTube ha annunciato che sarebbero necessari ulteriori passaggi per esaminare e filtrare i video segnalati dagli utenti come contenenti contenuti inappropriati, compreso un uso più rigoroso del filtro e del sistema di limiti di età per impedire che tali video appaiano sull'app e su YouTube. In un aggiornamento all'app YouTube Kids in quel mese, è stato aggiunto un disclaimer più importante alla sua prima installazione, affermando che il servizio non può garantire pienamente l'adeguatezza dei video che non sono stati curati manualmente e informare i genitori di significa segnalare e bloccare i video che non trovano adatti.
Queste opzioni si sono ulteriormente ampliate nel 2018, con l'aggiunta di un'opzione per limitare gli utenti a canali e raccomandazioni rivisti dall'uomo, nonché un sistema di whitelisting manuale.